# Wolfgang Sieg
Wolfgang Sieg (* 22. Oktober 1936 in Hamburg; † 11. September 2015 ebenda) war ein deutscher Lehrer und Schriftsteller.

## Leben
Wolfgang Sieg wuchs in Quickborn und Hamburg auf. Er studierte in Hamburg und Kiel Theologie, Philosophie, Germanistik und Geschichtswissenschaft. Danach arbeitete er als Lehrer in Elmshorn. Auf einem abgelegenen, ehemaligen Bauernhof in Seester bei Elmshorn fand er die Ruhe, um viele seiner Werke zu verfassen, ehe es ihn wieder in die Stadt nach Elmshorn zog.
Er schrieb seit Mitte der 1960er Jahre Hörspiele auf Plattdeutsch und Romane auf Hochdeutsch und wurde als Autor satirischer und humoristischer Kurzgeschichten bekannt, die er auf Hochdeutsch, Plattdeutsch und Missingsch schrieb und las. Bekanntheit erlangte Sieg als Kolumnist der Satirezeitschrift Pardon (von 1972 bis 1980), bei der taz in Hamburg, als Autor von Geschichtensammlungen und als Mitarbeiter der Sendereihe Hör mal ’n beten to im Radioprogramm des Norddeutschen Rundfunks. Darüber hinaus schrieb er hin und wieder satirische Glossen in der Heimatzeitung Elmshorner Nachrichten. In dem Kinofilm Karniggels, an dem Sieg als Co-Autor mitwirkte, hatte er einen Kurzauftritt als Mann im Garten.
Wolfgang Sieg war verheiratet und lebte mit seiner Frau in Elmshorn. Aus der Ehe gingen mit Sören, Katrin und Sönke Sieg drei Kinder hervor.

## Auszeichnungen
- 1974: Hans-Böttcher-Preis der Alfred-Toepfer-Stiftung F.V.S. Hamburg

## Werke
- Der Mann in der Anschlagsäule, 1967
- Säurekopf, 1968
- Wahnungen, 1974
- Siegfrieds Tarnkappe, 1976
- Die Geheimorganisation, 1976
- Blutfleck auffe Häkeldecke, 1977
- Schön leise sein beim Hilfeschrein, 1978
- Der wahnsinnige Rhabarber, 1980
- un hool dat Muul von Politik, 1982
- Rech (Proost), 1983
- Sigi Sünnschien sien Stories, 1985
- Struwwelpeters Haarausfall, 1986
- Dr. Eternus, 1987
- Ohlsdorf lebt, 1989
- Engel inne U-Bahn, 1992
- Överall Bockelbüttel, 1995
- Schräge Vögel, 1996
- Wahnsinnige Geschichten, 1999
- Luter lütte Katastrofen, 2003
- Luter lütte Sünnenstrahlen, Jung, Kiel 2004, ISBN 3-89882-043-2.
- Dat kannst ruhig luut seggen! Jung, Kiel 2006, ISBN 3-89882-067-X.
- De deit di nix, de will bloots speln! Jung, Kiel 2008, ISBN 978-3-89882-095-0.